# 沙东乡
沙东乡（藏語：གསེར་གདོང་），是中华人民共和国西藏自治区昌都市贡觉县下辖的一个乡镇级行政单位。

## 行政区划
沙东乡下辖以下地区：
兰因村、果麦村、布堆村、格果村、雄巴村和阿香村。